# Nokia 6212 classic
Il Nokia 6212 classic è un telefono cellulare prodotto dall'azienda finlandese Nokia e messo in commercio nel 2008.

## Caratteristiche
- Dimensioni: 114,7 x 47,1 x 14,5 mm
- Massa: 88 g
- Risoluzione display: 240 x 320 pixel a 16.7 milioni di colori
- Durata batteria in conversazione: 3 ore
- Durata batteria in standby: 300 ore (12 giorni)
- Fotocamera: 2.0 megapixel
- Memoria: 22 MB epandibile con MicroSD
- Bluetooth e USB